# Северо-Западная область (Гана)
Се́веро-За́падная о́бласть (англ. Western North Region) — одна из 16 областей Ганы, административно-территориальная единица первого уровня. Административный центр — Виавсо.
Граничит с областями Боно, Ахафо и Ашанти на севере, Центральной и Западной областями — на юге, Кот-д’Ивуаром — на западе.
После обретения независимости Ганы от Великобритании 6 марта 1957 года, в 1958 году прибрежный регион бывшей британской колонии Золотой Берег был разделён на Восточную и Западную области Ганы. В 1959 году из состава Западной области выделена Центральная область.
27 декабря 2018 года был проведён референдум, по результатам которого область Бронг-Ахафо разделена на области Боно, Боно-Ист и Ахафо, из Северной области выделены Северо-Восточная область и Саванна, из области Вольта — Оти, из Западной области — Северо-Западная область. Новые области созданы 13 февраля 2019 года. Создание новых областей стало выполнением предвыборного обещания Новой патриотической партии перед всеобщими выборами в Гане 7 декабря 2016 года, на которых партия одержала победу. Лидер партии Нана Акуфо-Аддо стал президентом по результатам этих выборов. Новый президент создал министерство реорганизации и развития областей.